# Disarm The Descent
Disarm The Descent är Killswitch Engages sjätte studioalbum, utgivet 2013. Jesse Leach som efterträder Howard Jones på sång är åter tillbaka i bandet.

## Låtlista
1. "The Hell In Me"
2. "Beyond The Flames"
3. "The New Awakening"
4. "In Due Time"
5. "A Tribute To The Fallen"
6. "Turning Point"
7. "All We Have"
8. "You Don't Bleed For Me"
9. "The Call"
10. "No End In Sight"
11. "Always"
12. "Time Will Not Remain"

Special Edition bonuslåtar
1. "Blood Stains"
2. "Slave To The Machine"